# Paradise (Guiana)
Paradise é uma cidade da Guiana. Segundo censo de 2012, havia 16 332 habitantes.